# Харцгау
Харцгау също Хартингау (на немски: Harzgau, Hartingau) е средновековно гау-графство в планината Харц в Остфалия в региона на Херцогство Саксония. Към него принадлежи в североизток също и град Халберщат.

## Графове в Харцгау
- Фридрих I, граф в Харцгау 875/880
- Фридрих II († 945), граф в Харцгау 937 – 945, син на Фридрих I
- Фолкмар I († пр. 961), граф в Харцгау, син на Фридрих II
- Фридрих III († юли 1002/15 март 1003), 995 до 996 пфалцграф в Саксония, граф в Харцгау и Нордтюринггау
- Фолкмар II († 1015), граф в Харцгау, брат или син на Фридрих III
- Титмар фон Мерзебург († 932), граф на Мерзебург, граф в Харцгау и Нордтюринггау
- Титмар II († 3 октомври 959), граф в Харцгау и Нордтюринггау
- Лиутгер/Лютгер († сл. 1031), 1013 граф на Суплинбург, 1021 граф в Харцгау и Нордтюринггау, 1013 до 1031 доказан (Суплинбурги)
- Бернхард фон Суплинбург († пр. 1069), 1052 граф в Харцгау и Дерлингау също и Нордтюринггау, 1043 до 1062 доказан, внук на Лютгер
- Гебхард фон Суплинбург († 9 юни 1075 г. в битката при Хомбург на Унструт), 1052 граф в Харцгау, син на Бернхард, баща на Лотар III, император на Свещената Римска империя

През Средновековието на тази територия успяват графовете на Регенщайн.